# Nguyễn Trọng Long
Nguyễn Trọng Long (sinh 6 tháng 1 năm 2000) là một cầu thủ bóng đá chuyên nghiệp người Việt Nam hiện đang thi đấu ở vị trí tiền vệ cho câu lạc bộ Phù Đổng Ninh Bình tại V.League 2 và đội tuyển U-23 Việt Nam.

## Sự nghiệp
Nguyễn Trọng Long là học viên khóa 3 của Trung tâm Đào tạo Bóng đá trẻ PVF. Năm 2016, Trọng Long cùng đội tuyển U-16 Việt Nam đặt chân tới giải U-16 châu Á 2016. Năm 2022, Trọng Long được điền tên vào danh sách dự Đại hội Thể thao Đông Nam Á 2021.

## Danh hiệu

### Câu lạc bộ
Công an Hà Nội
- V. League 1:

 Vô địch: 2023

### Đội tuyển
U-23 Việt Nam
- Đại hội Thể thao Đông Nam Á:

 Huy chương vàng: 2021